# Felon
Felon (deutsch früher Fellung) ist eine französische Gemeinde im Département Territoire de Belfort in der Region Bourgogne-Franche-Comté.

## Geographie
Felon liegt auf 388 m, etwa zwölf Kilometer nordöstlich der Stadt Belfort (Luftlinie). Das ehemalige Straßenzeilendorf erstreckt sich im Norden der Burgundischen Pforte, auf dem Plateau im Vorland der Vogesen, östlich des Bachlaufs des Margrabant.
Die Fläche des 4,11 km² großen Gemeindegebiets umfasst einen Abschnitt der nur schwach reliefierten Landschaft im Bereich der Burgundischen Pforte (Trouée de Belfort). Der Hauptteil des Gebietes wird vom Plateau im Vogesenvorland eingenommen, das durchschnittlich auf 390 m liegt. Es ist überwiegend mit Acker- und Wiesland bedeckt, zeigt aber auch einige größere Waldflächen. Entwässert wird das Plateau durch den Margrabant und einen Seitenbach nach Süden zum Ruisseau de Saint-Nicolas. In den Talmulden befinden sich mehrere Weiher, die einst für die Fischzucht angelegt wurden. Ganz im Nordwesten erstreckt sich das Gemeindeareal den Hang des Châtelet hinauf, eines Vorhügels der Vogesen. Auf der bewaldeten Höhe wird mit 520 m die höchste Erhebung von Felon erreicht.
Nachbargemeinden von Felon sind Romagny-sous-Rougemont und Petitefontaine im Norden, Lachapelle-sous-Rougemont im Osten, Angeot im Süden sowie Saint-Germain-le-Châtelet im Westen.

## Geschichte
Felon gehörte schon seit dem 11. Jahrhundert oder wahrscheinlich schon früher, zur Grafschaft Pfirt. Erstmals urkundlich erwähnt wird Felon im Jahr 1227 unter dem Namen Vuolon. Im Lauf der Zeit wandelte sich die Schreibweise über Furlon (1241) und Foulon (1565) zu Felon (seit 1585). Der Ursprung des Dorfes ist eine Walkmühle (frz. moulin à foulon). Das Wappen von Felon zeigt deshalb ein Wasserrad und darüber einen Walkhammer. Im 13. Jahrhundert wurde die in Felon ansässige Sippe der Walkmüller "de Furlon" genannt. Ein Zweig der Familie de Furlon wanderte als Ministerialer und Ritter der Grafschaft Frohburg in den Sisgau nach Lausen in die Schweiz aus. Dort wurden sie Furler genannt und das Geschlecht Furler existiert heute noch in der Schweiz, Frankreich, Deutschland und verschiedenen anderen Ländern. Felon gehörte zur Herrschaft Rougemont-le-Château. 1324 gelangte Felon und die Grafschaft Pfirt, durch die Heirat der letzten Gräfin Johanna von Pfirt mit Albrecht II. von Habsburg unter die Oberhoheit der Habsburger. Zusammen mit dem Sundgau kam Felon mit dem Westfälischen Frieden 1648 an die französische Krone. Seit 1793 gehörte es zum Département Haut-Rhin, verblieb jedoch 1871 als Teil des Territoire de Belfort im Gegensatz zum restlichen Elsass bei Frankreich. Im Jahr 1984 wechselte das Dorf vom Kanton Fontaine in den Kanton Rougemont-le-Château. Heute ist Felon mit 13 anderen Gemeinden zum Gemeindeverband Communauté de communes du Pays Sous-Vosgien zusammengeschlossen.

## Bevölkerung
| Jahr      | 1962 | 1968 | 1975 | 1982 | 1990 | 1999 | 2007 | 2017 |
| Einwohner | 99   | 117  | 131  | 155  | 204  | 218  | 248  | 244  |

Mit 228 Einwohnern (1. Januar 2022) gehört Felon zu den kleinen Gemeinden des Départements Territoire de Belfort. Nachdem die Einwohnerzahl in der ersten Hälfte des 20. Jahrhunderts abgenommen hatte (1901 wurden noch 171 Personen gezählt), wurde seit Beginn der 1970er Jahre wieder ein Bevölkerungswachstum verzeichnet.

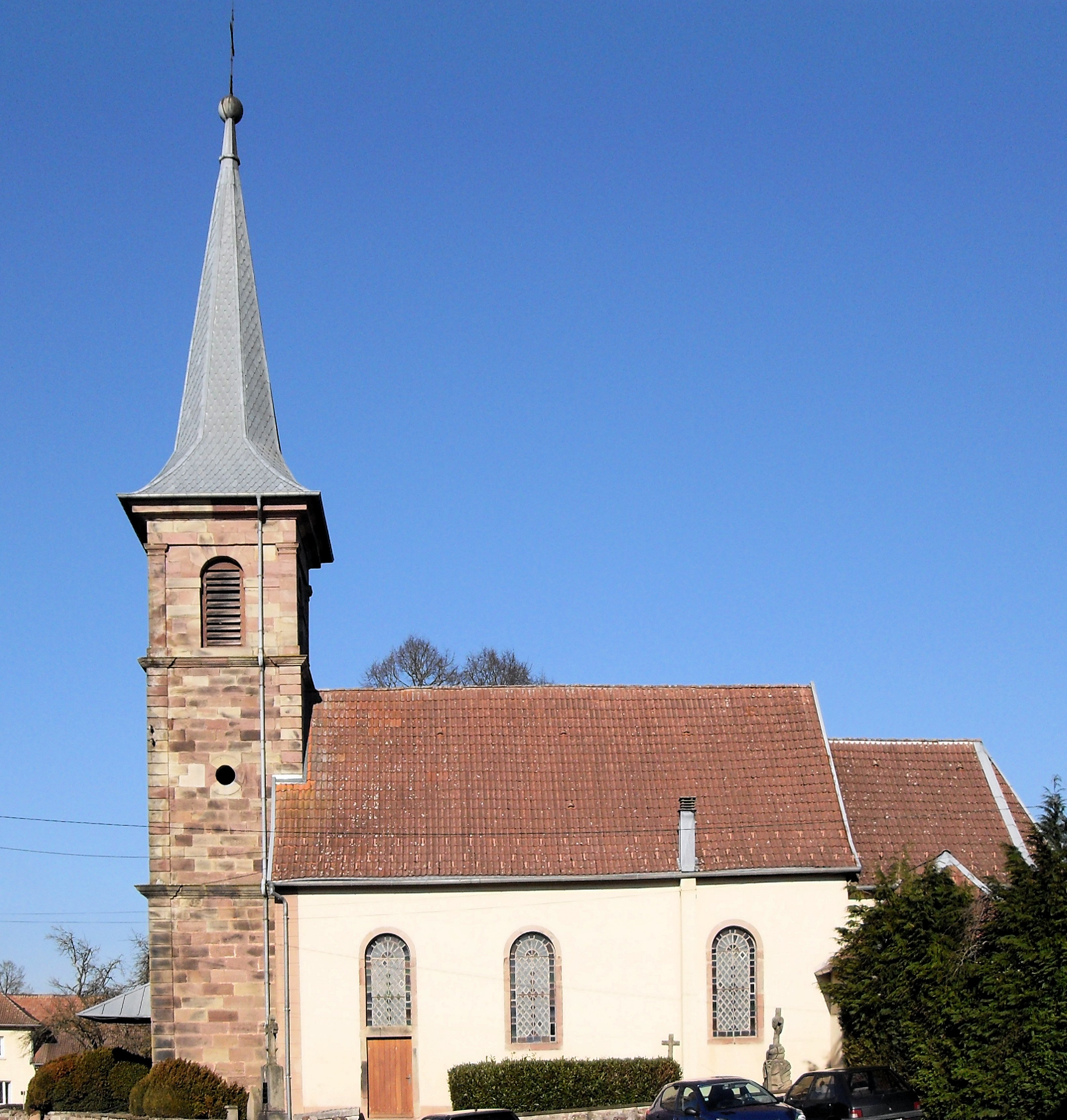
Kirche Saint-Antoine

## Sehenswürdigkeiten
Die Kirche Saint-Antoine, ursprünglich eine Kapelle, wurde von 1767 bis 1774 vergrößert. Der Glockenturm wurde 1836 hinzugefügt.
Siehe auch: Liste der Monuments historiques in Felon (Territoire de Belfort)

## Wirtschaft und Infrastruktur
Felon war bis weit ins 20. Jahrhundert hinein ein vorwiegend durch die Landwirtschaft (Ackerbau, Obstbau und Viehzucht), die Fischzucht und die Forstwirtschaft geprägtes Dorf. Daneben gibt es heute einige Betriebe des lokalen Kleingewerbes. Mittlerweile hat sich das Dorf zu einer Wohngemeinde gewandelt. Viele Erwerbstätige sind auch Wegpendler, die in den Agglomerationen von Belfort und Mülhausen ihrer Arbeit nachgehen.
Die Ortschaft ist verkehrstechnisch gut erschlossen. Sie liegt nahe der Nationalstraße 83, die von Belfort nach Mülhausen führt. Der nächste Anschluss an die Autoroute A 36 befindet sich in einer Entfernung von ungefähr sechs Kilometern. Weitere Straßenverbindungen bestehen mit Petitefontaine und Romagny-sous-Rougemont.